# Kozowa (stacja kolejowa)
Kozowa (ukr. Козова) – stacja kolejowa w miejscowości Kozowa, w rejonie tarnopolskim, w obwodzie tarnopolskim, na Ukrainie. Położona jest na linii Tarnopol – Stryj.

## Historia
Stacja powstała w okresie przynależności tych terenów do Austro-Węgier.